# Петров, Василий Петрович (писатель)
Васи́лий Петро́вич Петро́в (псевд. Василько Петров; 1824—20 апреля (2 мая) 1864, Санкт-Петербург, Российская империя) — русский писатель.

## Биография
Родился в 1824 году.
Обучался в Императорском Московском университете, после окончания обучения преподавал русский язык в Павловском кадетском корпусе.
Литературную деятельность начал с переводов, размещавшихся в журнале «Репертуар русского театра». Перевёл множество пьес, среди которых «Бенвенуто Челлини», «Свадьба Викторины», «Колыбельная песня», «Супруги Скороспелкины».
Стал членом редакции журналов «Санкт-Петербургские Ведомости», в котором заведовал летописью Санкт-Петербурга и «Русский художественный листок», в котором заведовал хроникой театра. Позже перешёл в журнал «Русский инвалид», где ежедневно писал об общественной жизни, также работал в газете «Северная почта».
В 1853 году стал преподавателем теории драматического искусства и декламации в Императорском Петербургском театральном училище.
Преподавал до самой смерти. Под конец жизни заинтересовался историей русского театра. Скончался 20 апреля (2 мая по новому стилю) 1864 года в Санкт-Петербурге.